# Андриевский, Пётр Ильич
Пётр Ильич Васильев (24 августа или 5 сентября 1885; Ленинград, Российская империя — 27 мая 1961; Ленинград, РСФСР, СССР), наиболее известен под сценической фамилией Андриевский — советский актёр театра и кино, театральный деятель, режиссёр.

## Биография
Родился 24 августа, по другим данным 5 сентября 1885 года в Ленинграде, в семье отца, который являлся совладельцем Санкт-Петербургского лакокрасочного завода и матери домохозяйки.
Учился в Санкт-Петербургском Анненском училище, которое окончил в 1902 году. После училища Андриевский стал работать у отца в конторе. Начинал свою театральную карьеру с местных клубных сцен и с дачных театров в окрестностях своего родного города Санкт-Петербурга. Его отцу это было не по нраву, т.к. он хотел что бы его сын занимался исключительно его делами, но Пётр пересилил страх перед отцом и продолжил выступать.
Позже его стали брать в профессиональные театры, сначала в Блокадный театр, потом поступил в труппу     Александринского театра, в котором задержался на десятилетия. Служил до 1959 года, после чего Андриевский ушёл на заслуженный отдых.
Скончался 27 мая 1961 года в Ленинграде.

## Личная жизнь
Была дважды женат. От первого брака по мимо смерти сына имелось трое дочерей,  Татьяна, Наталья, Ираида. После войны женился вторично. Во время блокады Ленинграда умерла его первая супруга и мать.

## Творчество

### Фильмография
- 1915 — Тайна великосветского романа — неизвестно
- 1919 — Чёртово гнездо — неизвестно
- 1922 — Отец Серафим — отец Герасим, он же отец Серафим
- 1924 — Дворец и крепость — комендант
- 1923 — За власть Советов! — генерал Юденич
- 1923 — Комедиантка — брат помещика
- 1926 — Декабристы — цесаревич Константин
- 1926 — Карьера Спирьки Шпандыря — Васька Таз
- 1934 — Секрет фирмы — Шульц
- 1937 — Шахтёры — Белза
- 1938 — А крепость была неприступная — Степан Федосеевич Герасимов
- 1938 — Враги — мастер Дьячков
- 1940 — Разгром Юденича — полковник
- 1945 — Великий перелом — Владимир Викентьевич Виноградов
- 1946 — Во имя жизни — председатель учёного совета
- 1949 — Счастливого плавания! — начальник Нахимовского училища — главная роль

## Оценочные мнения
- Киновед Алексей Тремасов рассказал о том, что актёр параллельно с работой в театре, периодически снимался в кино и играл чаще всего представителей высшего общества и военных[1].
- Также Тремасов поведал о том, что на ранний период творческой жизни Петра Васильева, им было сыграно более 300 ролей и поставлено более 150 пьес, а его ранний период и вовсе был очень плодотворным[1].
- По рассказу Тремасова, его имя было довольно известным в петроградских театральных кругах[1].